# Tantallon Castle (Schiff)
Die Tantallon Castle war ein 1894 in Dienst gestelltes Passagierschiff der britischen Union-Castle Line (bis 1900 Union Line) für den Linienverkehr nach Südafrika. Sie stand sieben Jahre lang im Einsatz, ehe sie am 7. Mai 1901 vor Robben Island auf Grund lief und verloren ging.

## Geschichte
Die Tantallon Castle entstand unter der Baunummer 373 in der Werft der Fairfield Shipbuilders in Govan und lief am 23. Januar 1894 vom Stapel. Nach der Übergabe an die Union Line nahm das Schiff im selben Jahr den Liniendienst nach Südafrika auf.
1896 veröffentlichte der Autor David S. Salmond nach einer Reise auf der Tantallon Castle das Buch Diary of a Trip to South Africa on R.M.S. Tantallon Castle, in dem das Schiff ausführlich und mit Illustrationen beschrieben wurde. Zu den Besatzungsmitgliedern der Tantallon Castle gehörte von 1898 bis 1899 der damals junge Offizier und spätere Polarforscher Ernest Shackleton. Nach der Fusion der Union Line mit der Castle Line im Jahr 1900 fuhr das Schiff fortan für die neugegründete Union-Castle Line.
Am 7. Mai 1901 befand sich die Tantallon Castle mit 123 Passagieren und Besatzungsmitgliedern auf einer Überfahrt von Southampton nach Südafrika, als sie gegen 15.20 Uhr Ortszeit vor Robben Island in dichten Nebel geriet und kurz darauf auf Grund lief. Menschen kamen hierbei nicht zu Schaden. Die Besatzung versuchte vergeblich, das Schiff aus eigener Maschinenkraft freizubekommen. Die Tantallon Castle entwickelte kurz nach der Grundberührung Schlagseite. Durch Signalraketen wurden Einwohner von Robben Island auf die Situation aufmerksam und verständigten per Telegramm das Festland. Mehrere Schlepper und weitere Schiffe, darunter die Flottenschwester Braemar Castle, kamen zur Hilfe und erreichten gegen 19.30 Uhr die Unglücksstelle. Der dichte Nebel erschwerte die Rettungsaktion, dennoch konnten alle Schiffbrüchigen in Sicherheit gebracht werden.
Es folgte eine großangelegte Bergungsaktion, an der sich die vor Ort anwesenden Schlepper, die Braemar Castle sowie die inzwischen ebenfalls eingetroffenen Union-Castle-Schiffe Raglan Castle und Avondale Castle beteiligten. Dennoch konnte die Tantallon Castle nicht freigeschleppt werden, so dass die Bergungsaktion zwei Tage später aufgegeben wurde. Das Schiff schlug in der Zwischenzeit leck und bekam weiter Schlagseite, weshalb man sich nun darauf beschränkte, möglichst viel von Bord zu retten. 60 Tonnen Ladung sowie Bordausstattung wie Silberbesteck, aber auch Bettwäsche wurde vom langsam ins Meer sinkenden Wrack geborgen. In den folgenden Tagen rutschte die Tantallon Castle weiter ab, durch die zunehmende Schlagseite und den Seegang stürzten der Schornstein sowie Teile der Masten um. Schließlich brach das Wrack auseinander, rutschte ins tiefe Wasser ab und versank.
Die Überreste der Tantallon Castle liegen bis heute im seichten Gewässer vor Robben Island. Das Wrack ist komplett eingefallen, doch der Kiel sowie Teile der Maschinenanlage und Kessel sind weiter gut erkennbar. Um das Wrack herum befindet sich ein Trümmerfeld mit kleineren Gegenständen wie Bullaugen, Rumpfteilen oder Geschirr.